# Wurzel (Schweißtechnik)

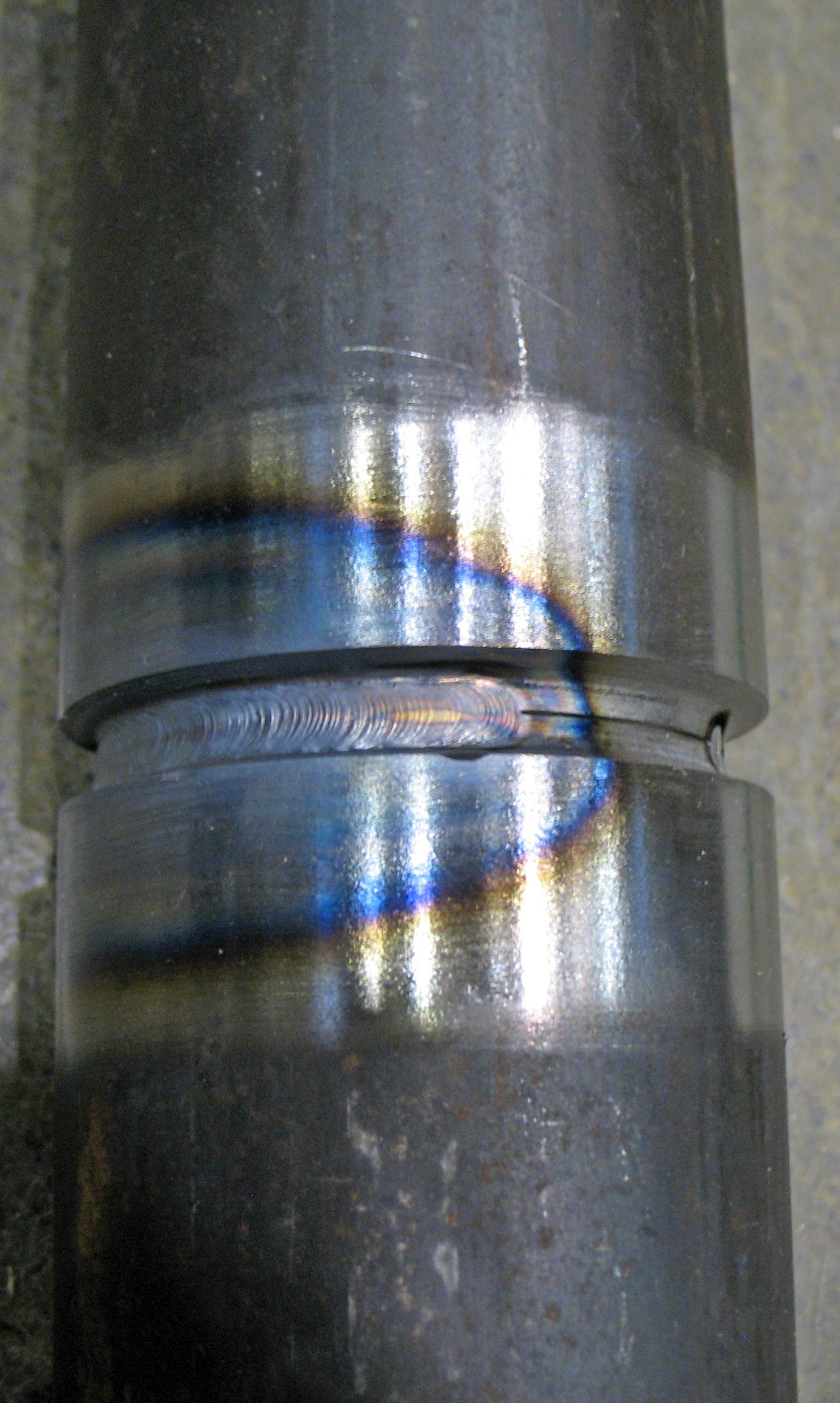
Rohrwurzellage im WIG-Schweißverfahren

Die Wurzel ist beim Schweißen die Unterseite einer Schweißnaht.

## Einführung
Beim einlagigen Schweißen im Stumpfstoß ist die Wurzel auf der Seite, die für den Schweißer nicht zugänglich ist, z. B. weil das Bauteil auf einem Tisch liegt oder an der Innenseite eines Rohres. Beim mehrlagigen Schweißen wird die Wurzellage möglicherweise mit einem anderen Schweißverfahren (z. B. WIG-Schweißen) als die Füll- und Decklagen (z. B. MAG-Schweißen) hergestellt. Dabei wird die Wurzel in Ausnahmefällen von der Wurzelseite, d. h. der anderen Seite als die nachfolgenden Lagen geschweißt.
Durch die oft hohen Zugbelastungen in der Wurzel kommt der fehlerfreien Herstellung der Wurzel eine hohe Bedeutung zu. Unverschweißte Wurzeln sind in vielen Fällen daher nicht zulässig. Insbesondere bei der Verwendung einer Badsicherung, d. h. einer Nut in der die Bauteile unterstützenden Unterlage, wird eine gezielte Wurzelüberhöhung angestrebt. Nahtüberhöhung im Wurzelbereich führt zu Kerbwirkung und beeinflusst das Strömungsverhalten in Rohrleitungen und ist daher in vielen Fällen nicht zulässig. In Sonderfällen wird die Wurzel nach dem Schweißen mit dem Winkelschleifer geschliffen.

## Zerstörende Prüfung

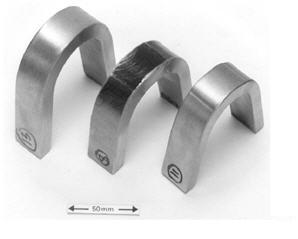
Biegeproben von akzeptablen Rührreibschweißungen. Rechts und links mit der Wurzel in Zugrichtung. In der Mitte mit der Nahtoberseite in Zugrichtung.

Biegeversuche können mit der Wurzel in Zugrichtung durchgeführt werden. Damit kann die Qualität der Wurzel mithilfe der zerstörenden Prüfung bewertet werden.

## Zerstörungsfreie Prüfung
Unverschweißte Wurzeln mit zerstörungsfreien Verfahren wie Farbeindringprüfung, Röntgen oder Ultraschall zu detektieren ist möglich, aber nicht immer zuverlässig. Zum Beispiel werden beim Rührreibschweißen die Stirnflächen des Stumpfstoßes im unverschweißten Wurzelbereich so eng aufeinander gepresst (kissing bond), dass sie mit konventionellen Ultraschallverfahren nicht gefunden werden können, solange sie kleiner als das Auflösungsvermögen des Prüfverfahrens sind. Wenn die unverschweißte Wurzel weniger als 0,3 mm tief ist, ist eine Erkennung mit dem Ultraschallverfahren meist nicht möglich.

## Sonderformen
Eine ungewöhnliche Sonderform des Schweißens ist 'beidseitig gleichzeitig', bei der jeweils ein Schweißer auf jeder Seite eines dickwandigen Bauteils steht. Die Schweißbäder der beiden Schweißer treffen sich in der Mitte, ohne dass es eine Wurzel im eigentlichen Sinne gibt.